# カールスルーエ - バーゼル高速線
カールスルーエ - バーゼル高速線（ドイツ語: Ausbau- und Neubaustrecke Karlsruhe–Basel）はドイツ連邦共和国バーデン＝ヴュルテンベルク州カールスルーエとスイス連邦バーゼル都会準州バーゼルを結ぶ高速鉄道路線で、在来線のバーデン本線と並行している。この路線はロッテルダム - ジェノヴァ間回廊の一部であり、部分的にパリ - ブダペスト間のヨーロッパ回廊（Magistrale für Europa）と重ねている。高速線建設プロジェクトの目標は旅客輸送量と貨物輸送量の向上とカールスルーエ - バーゼル間の所要時間の30分短縮にある。高速線の完工は2042年と予測され、ドイツ鉄道は2020年5月に総費用をおよそ142億ユーロと算定した。

## 沿線概況
カールスルーエ中央駅とバースハイデ分岐点間はマンハイム - ラシュタット線と共に使用されている。高速線は国道B36の隣に伸びて、ラシュタットトンネルはオェーティヒハイム南で始まる。ラシュタット市街地の南側で在来線が接近して、ラシュタット南分岐点 - オッフェンブルク間はバーデン本線と共に複々線を構成する。最高速度は250 km/hに設定されている。オッフェンブルク - ブギンゲン間は自動車道A5と並行して、フライブルク市内から遠く離れた迂回経路である。その区間はオッフェンブルクの北側でトンネルと連結されて、その通路により貨物列車の迂回通行が可能で、運行最高速度は160 km/hに制限される。一方、フライブルク方面の既存線路は高速線路増設により改修されて、高速列車の主な運行が計画されている。
ブギンゲンでは迂回線とバーデン本線が合流して、シュリーンゲンまで続く。特急列車はブギンゲン駅とバート・ベリンゲン駅の間にある、全長9400 mのカッツェンベルクトンネルへ進入する。トンネルの出口から列車はすぐ在来線に入って、バーゼル・バーディシャ駅に到着する。

## 歴史

### 高速線建設の背景と計画の変遷
1964年ドイツ連邦鉄道の調査報告書によると、ラシュタット区間とオッフェンブルク区間の直線化で相当な運行時間短縮を企てることがすでに提案された。1970年に提示されたドイツ連邦鉄道網に関する改修プログラムで、1985年までラシュタット - オッフェンブルク間の過密な通行量を分散する目的でおよそ50 kmの新線を開業することが企画された。高速線の経路は現在と異なって、バーデン本線上のムゲンスで分岐してラシュタットの東側とアヘンの西側に迂回する予定であった。1979年6月中しゅんに連邦鉄道公は、1970年代に企画された、完全な高速新線建設を放棄し、その代わりに在来線の高速線を増設する計画を公表した。
連邦交通省で実施された調査研究結果の根拠でラシュタット - バーゼル間新線および在来線改修プロジェクト（Neu- und Ausbaustrecke Rastatt–Offenburg–Basel）は「ドイツ連邦交通計画1980」で採択された。第一段階はラシュタット - オッフェンブルク間に複線の新線とオッフェンブルク - バーゼル間の線形改善による改修であった。第二段階では1990年以後オッフェンブルク - バーゼル区間に線路一本が加えられる予定であった。
1984年に土地利用方案（Raumordnungsverfahren）および建設計画承認手続き（Planfeststellungsverfahren）に関する準備作業が始まって、第一の土地利用方案の論議はカールスルーエ - オッフェンブルク間に関して同年秋に終了した。アヘルン市区間の建設計画承認手続きは1985年に始まって、その区間に関する改修工事は、列車が80 ％の区間を200 km/hで走行できるよう、1994年まで終わる予定であった。
「ドイツ連邦交通計画1985」ではカールスルーエ - オッフェンブルク間の複々線改修が企画されて、バーゼルまでの区間の場合、通行量を考慮すると三線複線が選択の余地であった。1985年にカールスルーエ-オッフェンブルク-バーゼル間高速新線および改良線建設の第一段階に関して16億7800万マルクの投資額が配分された。ドイツ連邦鉄道の理事会は1986年12月に複々線改修を議決して、1987年1月1日にカールスルーエ - オッフェンブルク間の新線建設許可が与えられた。その区間の最高速度は250 km/hに設定された。オッフェンブルク - バーゼル区間の場合、1980年代に線路三線および最高速度200 km/h向上が計画されたが、1990年に連邦鉄道は複々線の可能性を検討した。1991年スイス連邦議会は新アルプス横断鉄道（neue Eisenbahn-Alpentransversale, NEAT）の設置を議決して、そこで複々線工事の可能性は予測された。1993年下半期にカールスルーエ - バーゼル間の複々線改修が「ドイツ連邦交通計画1992」により取り決まった。1996年9月6日にドイツとスイスはルガーノ条約を締結した。カールスルーエ-バーゼル間はNEATのドイツ側であり、第二条では複々線と最新信号保安装置の設置が規定された。
2002年にドイツ鉄道とスイス鉄道は、1993年末に実行された「高ライン迂回経路」の実現可能性調査に基づいて、バーゼル地域の線路容量増大可能性を試験すると告知した。2007年7月3日にはオッフェンブルク-ヴァイル・アム・ライン間の新線建設が申し込まれた。
「ライン川鉄道諮問委員会（Projektbeirat Rheintalbahn）」は連邦交通省、州交通部、州議会、地域政治人、市民団体を代表者として結成された。2013年3月委員会では、マルクグレーフラー地域にえさ桶型地下通路（Trogbauwerk）上の市民の通路（Bürgertrasse）確保およびフライブルク迂回区間の防音施設追加について、意見が一致した。